# 卓玛林寺 (乌兰巴托)
卓玛林寺，藏语称“卓玛林”（Dolma Ling），位于蒙古国乌兰巴托，是一座藏传佛教格鲁派尼姑寺院。

## 历史沿革
卓玛林寺的前身是“达里埃赫（度母）苏默（庙）”（Дарь эхийн сүм，Dari Ekhiin (Tara) süm），于1779年游牧至土拉河与大库伦的阿木嘎兰巴塔尔（Amgalanbaatar）区域，即今乌兰巴托巴彦珠尔赫区，汉人的商贸城（羅馬化：naimaa khot，商业中心俗称“买卖城”）便是在该区域发展起来的。该庙正位于买卖城中心。该苏木内的佛像采用汉式风格，主殿前的两根索伦杆上刻有汉式雕刻。1937年，该庙遭到部分损毁。21世纪初，该庙正在获得修复，并改称“卓玛林”。

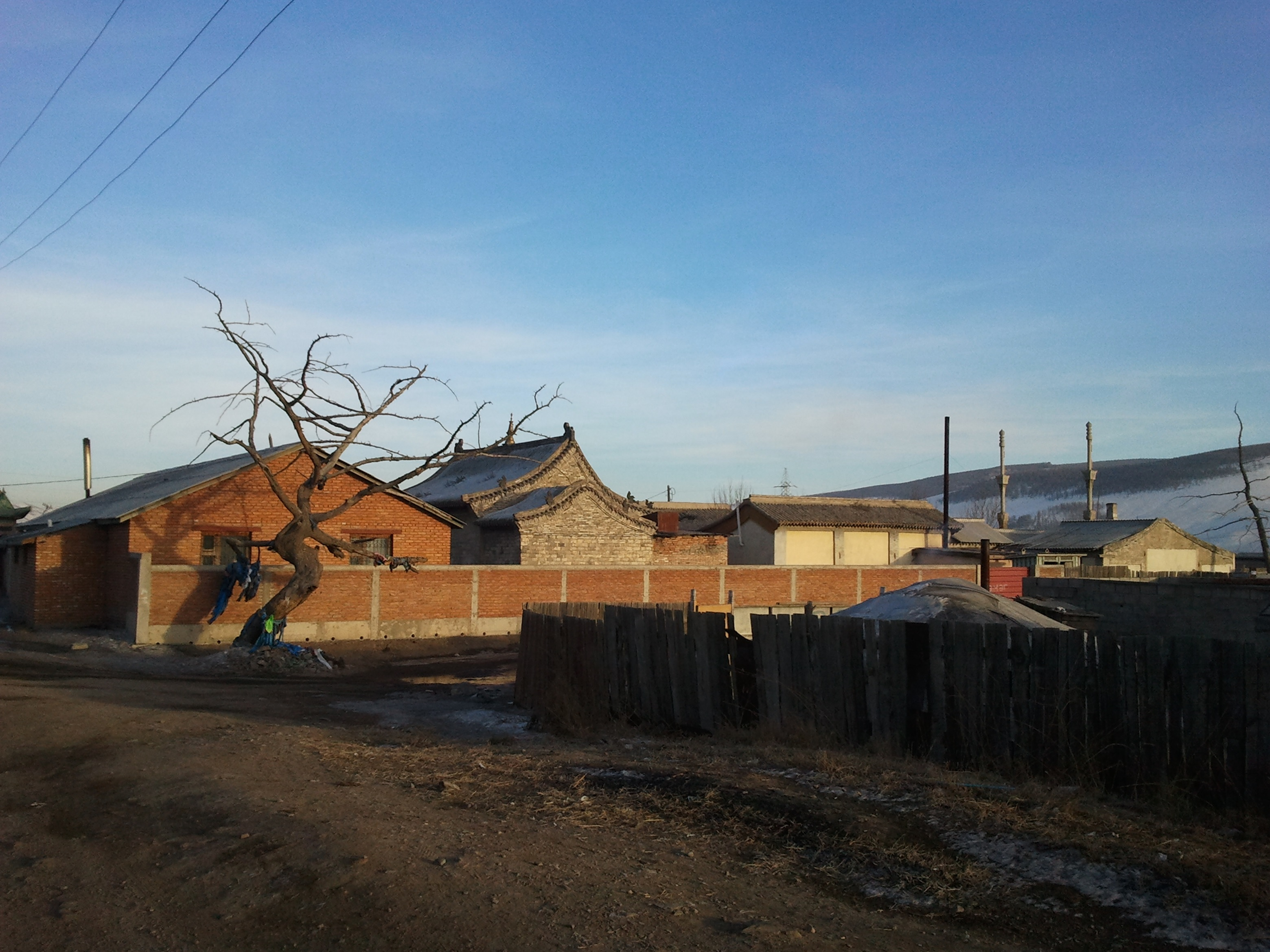
卓玛林寺的建筑。图中可见立于1753年的两根大石柱，以及一株种植于1748年的杨树。
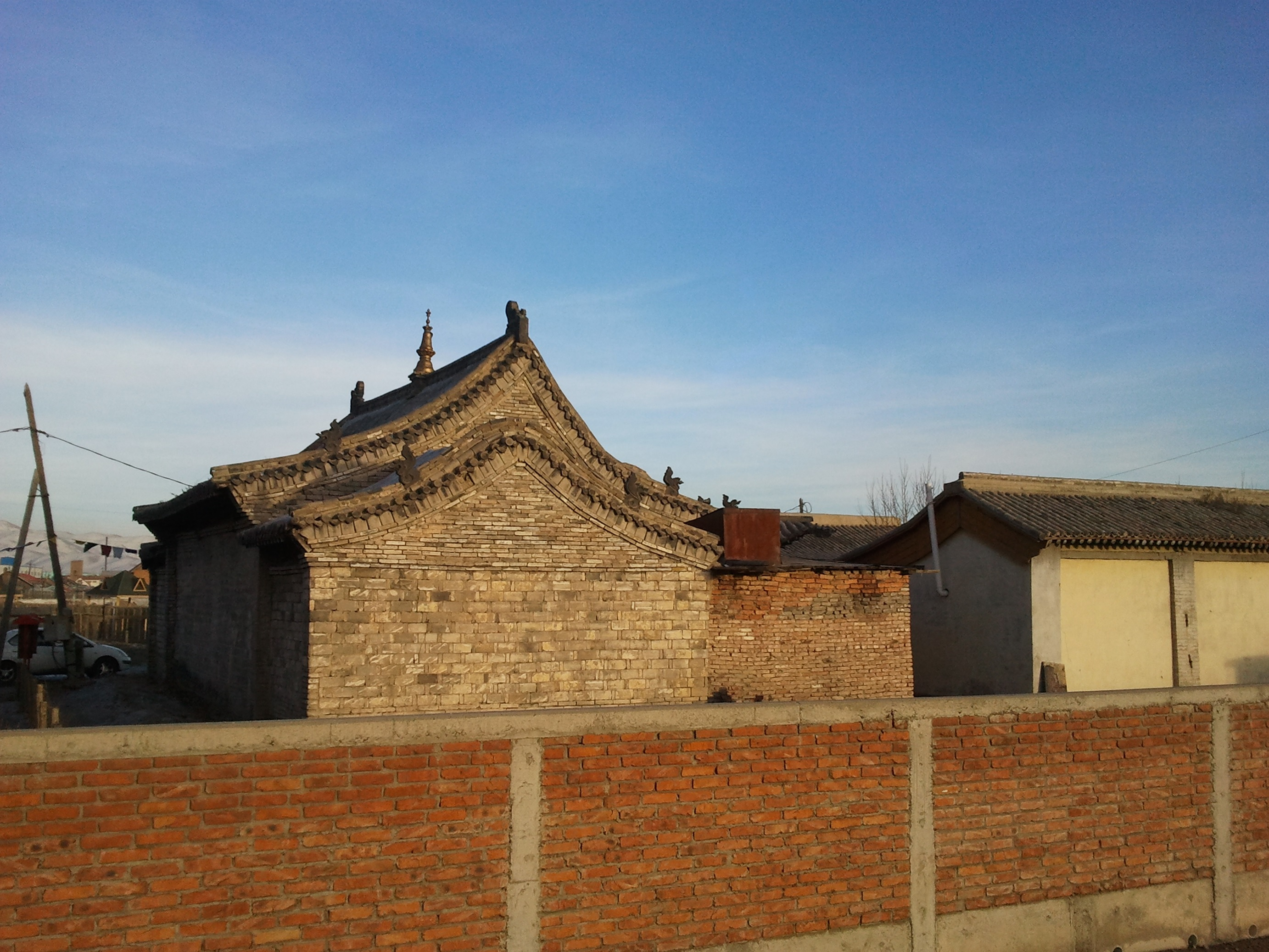
卓玛林寺的建筑
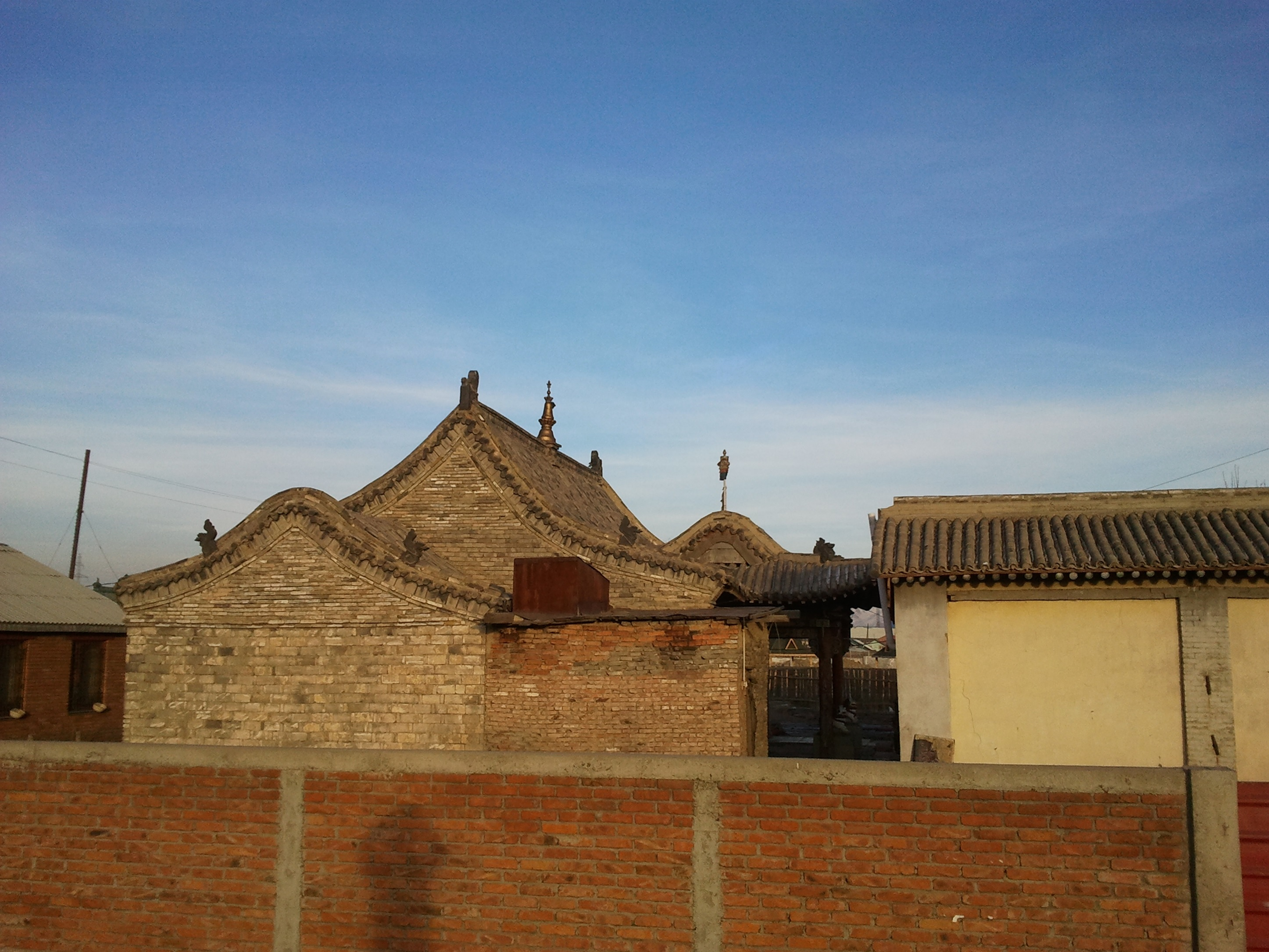
卓玛林寺的建筑